# Tribalus andreinii
Tribalus andreinii är en skalbaggsart som beskrevs av G. Müller 1938. Tribalus andreinii ingår i släktet Tribalus och familjen stumpbaggar. Inga underarter finns listade i Catalogue of Life.